# Фара (Белуно)
Фара (итал. Farra) је насеље у Италији у округу Белуно, региону Венето.
Према процени из 2011. у насељу је живело 333 становника. Насеље се налази на надморској висини од 339 м.